# Embalse de Rules
El Embalse de Rules (también llamado Presa de Rules), está situado en el cauce del Río Guadalfeo, aguas abajo de su confluencia con el río Ízbor, en los términos municipales de Vélez de Benaudalla y Órgiva, en Granada y recoge las aguas de la vertiente sur de Sierra Nevada, del macizo septentrional de la Sierra de Lújar y de las barranqueras profundas de la Sierra de la Contraviesa. Fue inaugurado en el año 2004.
El Guadalfeo y su red de afluentes drenan la unidad territorial de La Alpujarra, situada en el sureste de la provincia granadina.
El Río Guadalfeo nace en Sierra Nevada, en la Sierra de Los Bérchules, en la Loma de Las Albardas, se forma con la unión del río Chico y el río Grande. Aguas abajo va abasteciéndose de varios afluentes como son el río Trevélez, el río Poqueira, el río Órgiva, el río Lanjarón y el arroyo Torrente. Discurre por las cercanías de localidades tan importantes como Órgiva, Bérchules, Cádiar, Almegíjar, Torvizcón, etc.

## Finalidad
La presa de Rules, sobre el Guadalfeo, viene a completar y garantizar los objetivos y demandas del embalse de Béznar. Estos objetivos son los siguientes:
- Defensa contra avenidas del valle inferior del Guadalfeo y de su rico delta.
- Abastecimiento a los núcleos de población del litoral, con una población equivalente estimada en 250 000 habitantes.
- Regadío de 5000 ha de cultivos subtropicales y hortícolas de primor de alto rendimiento, en el litoral. La entrada en servicio de este embalse permitirá ampliar estos regadíos en cota y horizonte.

## Características
La cuenca de este embalse tiene una superficie de 1070 km², tiene una precipitación media anual de 650 mm y una aportación media anual de 150 hm³.
La presa de Rules es de arco de gravedad, arco de 500 m de radio. Dispone de una longitud de coronación de 619,43 m, una altura sobre cauce de 94 m y una altura sobre cimientos de 132 m.
Desagüe de fondo con un caudal de 187 m3/seg.
El embalse de Rules tiene una superficie de 345 has. y una capacidad de 114 hm³.
Aliviadero centrado sobre cuerpo de presa de labio fijo con ocho vanos.
En el paisaje de su cuenca podemos destacar la Loma de los Términos, Los Arales, El Arrecife, La Colorada, el Barranco del Muerto, Sierra de Lújar, La Contraviesa, etc.

## Datos

### Cuenca
Río: Río Guadalfeo
Superficie: 1070 km².
Intercuenca Rules-Béznar: 728 km².
Precipitación media: 650 mm.
Aportación media anual: * en Béznar: 60 hm³, en Rules (sin Béznar): 150 hm³
Caudal medio del río: 6,65 m3/s
Caudal avenida de diseño (25 años): 1022 m3/s
Caudal avenida de diseño (500 años): 2680 m3/s
Caudal avenida de diseño (1000 años): 3020 m3/s
P.M.F. (Avenida Máxima Probable): 6240 m3/s

### Embalse
Cota de máximo embalse normal u ordinario: 243 metros sobre el nivel del mar (m s. n. m.).
Cota de máximo embalse extraordinario: 247,74 m s. n. m.
Volumen (capacidad): 118 hm³
Volumen de embalse muerto: 5 hm³
Superficie: 345 ha
Longitud de río afectada: 6 km
Volumen regulado: 133 hm³

### Presa
Tipo: Arco-gravedad
Radio: 500 m
Cota de coronación: 250 
Altura (sobre cimientos): 132 m.
Altura (sobre el cauce): 94 m.
Longitud de coronación: 619,43 m.
Cota de coronación: 250 m.s.n.m.
Talud asuso (aguas arriba): 0,18/1.
Talud ayuso (aguas abajo): 0,60/1.
Anchura total del camino de coronación: 10 m.
Volumen excavación: 2 650 000 m³.
Volumen hormigón: 2 250 000 m³.
Año terminación: 2004

### Aliviadero
Tipo: Labio fijo sobre cuenco con trampolín sumergido.
Cota de labio: 243 m s. n. m.
Anchura de vertido útil: 130,40 m (8 vanos).
Capacidad de desagüe: 6100 m3/s

### Desagües de fondo
Situación: centrado en cuerpo de presa.
Conductos: 2 de 2 m de diámetro.
Válvulas. 2 Bureau 1,60 x 2,00 m por conducto.
Cota ejes toma: 171,275 m
Caudal máximo: 187 m3/s

### Desagüe intermedio y toma para la central
Conductos: 1 de 2 m de diámetro con 2 derivaciones de 1,50 m de diámetro.
Válvulas: 1 Bureau 1,60 x 2,00 m; 1 Bureau 1,20 x 1,50 m por derivación; 1 Howell Bunger 1,50 m de diámetro por derivación.
Cota ejes toma: 193,610 m
Caudal máximo: 79 m3/s

### Tomas de riego
Conductos: 2 de 1 m de diámetro.
Válvulas: 2 Bureau 0,80 x 1,00 m por conducto.
Cota ejes de toma: 191,500 m
Caudal máximo: 12 m3/s

### Tomas de abastecimiento
Conductos: 3 de 0,80 m de diámetro + 1 conducto pantalón 0,80 m de diámetro.
Válvulas: compuerta de 0,80 m por conducto; compuerta de 0,80 m en conducción final.
Cota ejes toma: 191,200 m - 210,200 m - 231,200 m